# 鳥取県道214号国英停車場線
鳥取県道214号国英停車場線（とっとりけんどう214ごう くにふさていしゃじょうせん）は、鳥取県鳥取市を通る一般県道である。

## 概要
鳥取市河原町釜口のJR西日本因美線 国英駅前から国道53号交点に至る。

### 路線データ
- 起点：鳥取県鳥取市河原町釜口（JR西日本因美線 国英駅前）
- 終点：鳥取県鳥取市河原町釜口（国道53号交点）
- 総延長：0.2 km

## 地理

### 通過する自治体
- 鳥取県
  - 鳥取市

### 交差する道路
| 交差する道路            | 交差する場所 | 交差する場所 |
| ----------------------- | ------------ | ------------ |
| 国道53号 国道373号 重複 | 河原町釜口   | 終点         |

### 沿線
- JR西日本因美線 国英駅
- 千代川